# Roman Władysław Odzierzyński
Roman (Władysław) Odzierzyński, poljski general in emigrantski politik * 1892, † 1975.